# هالاتيات
الهالاتيات (الاسم العلمي: Areolatae) هي دون رتبة من الحشرات تتبع رتيبة الشبحيات الحقيقية من رتبة الشبحيات.

## التصنيف
- الوارقينات
  - الوارقات
    - الوارقاوات
      - الوارقاوية
        - الوارقة